# Prowincja Tijarat
Prowincja Tijarat (arab. ولاية تيارت) – jedna z 48 prowincji Algierii, znajdująca się w północnej części kraju. 